# Variichthys jamoerensis
Variichthys jamoerensis là một loài cá thuộc họ Terapontidae. Nó là loài đặc hữu của Tây Papua ở Indonesia. Môi trường sống tự nhiên của chúng là hồ nước ngọt.